# Skate America 2021
Skate America 2021 (oryg. 2021 Guaranteed Rate Skate America) – pierwsze w kolejności zawody łyżwiarstwa figurowego z cyklu Grand Prix 2021/2022. Zawody odbyły się od 22 do 24 października 2021 roku w hali Orleans Arena w Las Vegas.
W konkurencji solistów zwyciężył Amerykanin Vincent Zhou, zaś w konkurencji solistek Rosjanka Aleksandra Trusowa. W parach sportowych triumfowali jej rodacy Jewgienija Tarasowa i Władimir Morozow, zaś w rywalizacji par tanecznych reprezentanci gospodarzy Amerykanie Madison Hubbell i Zachary Donohue.

## Terminarz
| Data            | Godzina                     | Konkurencja     | Segment          |
| --------------- | --------------------------- | --------------- | ---------------- |
| 22 października | 18:00 UTC-07:00 / 03:00 CET | Pary sportowe   | Program krótki   |
| 22 października | 19:25 UTC-07:00 / 04:25 CET | Soliści         | Program krótki   |
| 23 października | 13:51 UTC-07:00 / 22:51 CET | Pary taneczne   | Taniec rytmiczny |
| 23 października | 15:19 UTC-07:00 / 00:19 CET | Solistki        | Program krótki   |
| 23 października | 18:37 UTC-07:00 / 03:37 CET | Pary sportowe   | Program dowolny  |
| 23 października | 20:10 UTC-07:00 / 05:10 CET | Soliści         | Program dowolny  |
| 24 października | 11:18 UTC-07:00 / 20:18 CET | Pary taneczne   | Taniec dowolny   |
| 24 października | 13:02 UTC-07:00 / 23:02 CET | Solistki        | Program dowolny  |
| 24 października | 18:30 UTC-07:00 / 03:30 CET | Pokazy mistrzów | Pokazy mistrzów  |

## Rekordy świata
| Rekordy świata (GOE±5) na moment rozpoczęcia zawodów (stan na 21 października 2022): | Rekordy świata (GOE±5) na moment rozpoczęcia zawodów (stan na 21 października 2022): | Rekordy świata (GOE±5) na moment rozpoczęcia zawodów (stan na 21 października 2022): | Rekordy świata (GOE±5) na moment rozpoczęcia zawodów (stan na 21 października 2022): | Rekordy świata (GOE±5) na moment rozpoczęcia zawodów (stan na 21 października 2022): | Rekordy świata (GOE±5) na moment rozpoczęcia zawodów (stan na 21 października 2022): |
| Konkurencja                                                                          | Segment                                                                              | Zawodnicy                                                                            | Punkty                                                                               | Zawody                                                                               | Data                                                                                 |
| ------------------------------------------------------------------------------------ | ------------------------------------------------------------------------------------ | ------------------------------------------------------------------------------------ | ------------------------------------------------------------------------------------ | ------------------------------------------------------------------------------------ | ------------------------------------------------------------------------------------ |
| Soliści                                                                              | Nota łączna                                                                          | Nathan Chen                                                                          | 335,30                                                                               | Finał Grand Prix 2019                                                                | 7 grudnia 2019                                                                       |
| Soliści                                                                              | Program dowolny                                                                      | Nathan Chen                                                                          | 224,92                                                                               | Finał Grand Prix 2019                                                                | 7 grudnia 2019                                                                       |
| Soliści                                                                              | Program krótki                                                                       | Nathan Chen                                                                          | 113,97                                                                               | Zimowe igrzyska olimpijskie 2022                                                     | 10 lutego 2020                                                                       |
| Solistki                                                                             | Nota łączna                                                                          | Kamiła Walijewa                                                                      | 272,71                                                                               | Rostelecom Cup 2021                                                                  | 27 listopada 2021                                                                    |
| Solistki                                                                             | Program dowolny                                                                      | Kamiła Walijewa                                                                      | 185,29                                                                               | Rostelecom Cup 2021                                                                  | 27 listopada 2021                                                                    |
| Solistki                                                                             | Program krótki                                                                       | Kamiła Walijewa                                                                      | 90,45                                                                                | Mistrzostwa Europy 2022                                                              | 13 stycznia 2022                                                                     |
| Pary sportowe                                                                        | Nota łączna                                                                          | Sui Wenjing / Han Cong                                                               | 239,88                                                                               | Zimowe igrzyska olimpijskie 2022                                                     | 19 lutego 2022                                                                       |
| Pary sportowe                                                                        | Program dowolny                                                                      | Anastasija Miszyna / Aleksandr Gallamow                                              | 157,46                                                                               | Mistrzostwa Europy 2022                                                              | 13 stycznia 2022                                                                     |
| Pary sportowe                                                                        | Program krótki                                                                       | Sui Wenjing / Han Cong                                                               | 84,41                                                                                | Zimowe igrzyska olimpijskie 2022                                                     | 18 lutego 2022                                                                       |
| Pary taneczne                                                                        | Nota łączna                                                                          | Gabriella Papadakis / Guillaume Cizeron                                              | 229,82                                                                               | Mistrzostwa świata 2022                                                              | 26 marca 2022                                                                        |
| Pary taneczne                                                                        | Taniec dowolny                                                                       | Gabriella Papadakis / Guillaume Cizeron                                              | 137,09                                                                               | Mistrzostwa świata 2022                                                              | 26 marca 2022                                                                        |
| Pary taneczne                                                                        | Taniec rytmiczny                                                                     | Gabriella Papadakis / Guillaume Cizeron                                              | 92,73                                                                                | Mistrzostwa świata 2022                                                              | 25 marca 2022                                                                        |

## Wyniki

### Soliści
| Poz. | Zawodnik         | Nota łączna | SP  | SP    | FS  | FS     |
| ---- | ---------------- | ----------- | --- | ----- | --- | ------ |
| 1    | Vincent Zhou     | 295,56      | 1   | 97,43 | 1   | 198,13 |
| 2    | Shōma Uno        | 270,68      | 2   | 89,07 | 3   | 181,61 |
| 3    | Nathan Chen      | 269,37      | 4   | 82,89 | 2   | 186,48 |
| 4    | Shun Satō        | 247,05      | 5   | 80,52 | 4   | 166,53 |
| 5    | Jimmy Ma         | 228,12      | 3   | 84,52 | 10  | 143,60 |
| 6    | Michal Březina   | 227,47      | 6   | 75,43 | 5   | 152,04 |
| 7    | Daniel Grassl    | 221,43      | 8   | 70,88 | 6   | 150,55 |
| 8    | Nam Nguyen       | 219,60      | 7   | 74,32 | 9   | 145,28 |
| 9    | Adam Siao Him Fa | 217,52      | 10  | 67,60 | 7   | 149,92 |
| 10   | Artur Danijelan  | 214,93      | 9   | 68,74 | 8   | 146,19 |
| WD   | Kévin Aymoz      | DNF         | 11  | 58,14 | DNF | DNF    |
| WD   | Jarosław Paniot  | DNS         | DNS | DNS   | DNS | DNS    |
| WD   | Daniił Samsonow  | DNS         | DNS | DNS   | DNS | DNS    |

### Solistki
| Poz. | Zawodniczka          | Nota łączna | SP  | SP    | FS  | FS     |
| ---- | -------------------- | ----------- | --- | ----- | --- | ------ |
| 1    | Aleksandra Trusowa   | 232,37      | 1   | 77,69 | 1   | 154,68 |
| 2    | Darja Usaczowa       | 217,31      | 2   | 76,71 | 4   | 140,60 |
| 3    | You Young            | 216,97      | 5   | 70,73 | 2   | 146,24 |
| 4    | Kaori Sakamoto       | 215,93      | 4   | 71,16 | 3   | 144,77 |
| 5    | Ksienija Sinicyna    | 205,76      | 3   | 71,51 | 5   | 134,25 |
| 6    | Amber Glenn          | 201,02      | 7   | 67,57 | 7   | 133,45 |
| 7    | Satoko Miyahara      | 200,51      | 8   | 66,36 | 6   | 134,15 |
| 8    | Kim Ye-lim           | 199,34      | 6   | 70,56 | 8   | 128,78 |
| 9    | Jekatierina Kurakowa | 188,60      | 11  | 61,36 | 9   | 127,24 |
| 10   | Starr Andrews        | 177,63      | 10  | 61,94 | 11  | 115,69 |
| 11   | Yuhana Yokoi         | 174,07      | 12  | 54,77 | 10  | 119,30 |
| 12   | Audrey Shin          | 160,78      | 9   | 62,82 | 12  | 97,96  |
| WD   | Bradie Tennell       | DNS         | DNS | DNS   | DNS | DNS    |

### Pary sportowe
| Poz. | Zawodnicy                              | Nota łączna | SP | SP    | FS | FS     |
| ---- | -------------------------------------- | ----------- | -- | ----- | -- | ------ |
| 1    | Jewgienija Tarasowa / Władimir Morozow | 222,50      | 1  | 80,36 | 1  | 142,14 |
| 2    | Riku Miura / Ryuichi Kihara            | 208,20      | 3  | 72,63 | 3  | 135,57 |
| 3    | Aleksandra Bojkowa / Dmitrij Kozłowski | 205,53      | 2  | 75,43 | 4  | 130,10 |
| 4    | Alexa Knierim / Brandon Frazier        | 202,97      | 5  | 66,37 | 2  | 136,60 |
| 5    | Jessica Calalang / Brian Johnson       | 197,42      | 4  | 68,87 | 5  | 128,55 |
| 6    | Alina Piepielewa / Roman Pleszkow      | 183,12      | 6  | 64,15 | 6  | 118,97 |
| 7    | Chelsea Liu / Danny O’Shea             | 175,40      | 7  | 60,16 | 7  | 115,24 |
| 8    | Evelyn Walsh / Trennt Michaud          | 147,61      | 8  | 54,03 | 8  | 93,58  |

### Pary taneczne
| Poz. | Zawodnicy                                    | Nota łączna | RD  | RD    | FD  | FD     |
| ---- | -------------------------------------------- | ----------- | --- | ----- | --- | ------ |
| 1    | Madison Hubbell / Zachary Donohue            | 209,54      | 1   | 83,58 | 1   | 125,96 |
| 2    | Madison Chock / Evan Bates                   | 208,23      | 2   | 82,55 | 2   | 125,68 |
| 3    | Laurence Fournier Beaudry / Nikolaj Sørensen | 190,13      | 3   | 75,33 | 4   | 114,80 |
| 4    | Olivia Smart / Adrián Díaz                   | 189,69      | 4   | 74,06 | 3   | 115,63 |
| 5    | Annabelle Morozow / Andriej Bagin            | 175,32      | 5   | 68,79 | 5   | 106,53 |
| 6    | Misato Komatsubara / Tim Koleto              | 164,32      | 7   | 63,56 | 6   | 100,76 |
| 7    | Carolane Soucisse / Shane Firus              | 162,02      | 8   | 63,08 | 7   | 98,94  |
| 8    | Natalia Kaliszek / Maksym Spodyriew          | 160,32      | 6   | 65,30 | 9   | 95,02  |
| 9    | Molly Cesanek / Jehor Jehorow                | 156,97      | 9   | 61,07 | 8   | 95,90  |
| WD   | Tiffany Zahorski / Jonathan Guerreiro        | DNS         | DNS | DNS   | DNS | DNS    |